# Guldgravning
Guldgravning er en proces, hvor man udvinder guld fra jorden. I 2022 blev der udgravet 3.612 tons.
Historisk har man udvundet guld fra alluvium ved brug af manualle separationsprocesser, som vaskning. Udviklingen til at udvinde gul fra malm, der ikke er på overfladen har skabt mere komplekse processer som åben minedraft og guldcyanidisering. I 1900- og 2000-tallet er størstedelen af guldudvindingen blevet foretaget af store virksomheder, men værdien af guld har gjort, at millioner af små minefirmaer og privatpersoner udvinder guld, særligt i den fattigere del af verden.
Som ved alt minedrift er arbejdsforhold og miljøproblemer almindelige inden for guldgravning, og det kan resulterer i miljøkonflikter. I miner med mindre regulering, er sundsheds- og sikkerhedsrisici langt højere.
Mer end ¾ af alt guld, der bliver udvundet, bliver brugt til smykker.

## Vaske guld
En af de mere kendte metoder er guldvaskning, der primært er en manuel teknik. Brede, lave fade fyldes med sand og grus, der kan indeholde guld. Vand tilføjes, og fadet rystes. Da guld er tungere end sten, synker det hurtigere til bunden af fadet, mens grus og småsten skylles bort. Metoden kendes fra westernfilm.
Guldvask er den letteste metode til at søge efter guld, men er ikke rentabel til udvinding af større mængder af det kostbare metal, men bruges som turistattraktion på tidligere guldudvindingssteder.

## Andre metoder
Med en metaldetektor kan en person bevæge sig rundt i området og systematisk skanne efter guld. Teknikken er nem at betjene og dertil mobil og derfor populær blandt guldgravere.
Derudover kan guld udvindes maskinelt.

## Guldgravning historisk set
Romerne anvendte hydrauliske metoder til at udvinde guld. Hos romerne var minedriften underlagt statens kontrol, men kunne også være udlejet til civile entreprenører. Guldproduktionen hjalp til at finansiere væksten i romerrigetog var et vigtigt motiv for den romerske invasion af Storbritannien, som Claudius gennemførte. Der kendes dog kun en enkelt romersk guldmine i Storbritannien, nemlig Dolaucothi i det vestlige Wales. Guld var ligeledes en vigtig drivkraft for de romerske kampagner i Transsylvanien i det, som i dag er Rumænien.